# Arkandisciplin
Arkandisciplin (av latinets arcanum, 'hemligt ting') är traditionen att hålla religiösa riter hemliga för oinvigda. Urkyrkans förhållningssätt att hålla odöpta utanför olika delar av gudstjänsten, till exempel dopet, nattvarden och trosbekännelsen är exempel på arkandisciplin.

## Historik
Arkandisciplin härstammar från de utomkristna mysterierna, som avsåg att inviga sina anhängare i religiösa hemligheter, okända för de utomstående, och nådde inom kyrkan sin högsta utbildning under 300-talet. Odöpta fick ej vara närvarande vid dop eller nattvard eller få kunskap om ceremonierna vid dessa. Trosbekännelsens ordalydelse fick meddelas först strax före dopet och Fader vår först vid nattvardsfirandet.